# Piotr Krassowski
Piotr Krassowski (również jako Piotr Krasowski) – pochodzący z Ticino w Szwajcarii budowniczy i architekt działający w epoce renesansu we Lwowie. 
Po raz pierwszy został wymieniony w kronikach jako Petrus Crassowski Italus Murator Szwanczar w 1567, gdy otrzymał przywilej miejski i stał się pełnoprawnym mieszkańcem Lwowa. Nazwisko Krassowski przybrał prawdopodobnie od nazwy wsi Krasów, gdzie wydobywano kamień budowlany. Inna wersja mówi o jego pochodzeniu z miejscowości Crasso lub o spolszczeniu nazwiska Grassi. Prawdopodobnie ok. 1568 rozpoczął kontynuację rozpoczętej przez Feliksa Trębacza (Trembacza) budowy wieży Cerkwi Wołoskiej. Po dojściu do etapu „trzeciego rusztowania” w 1560 budowla zawaliła się, jej fundator Dawid Ftoma wytoczył Piotrowi Krassowskiemu proces sądowy. Wina nie została udowodniona, ponieważ prawdopodobnie błędy konstrukcyjne popełnił we wstępnej fazie prac Feliks Trębacz. W 1571 Krassowski rozpoczął budowę wieży z dzwonnicą Katedry ormiańskiej, w późniejszych latach po kilku pożarach została przebudowana. Według badań przeprowadzonych przez historyka Władysława Łozińskiego sześć lat później wybudował dla pochodzącej z patrycjatu Zofii Hanlowej tzw. Czarną Kamienicę przy Rynku 4, w późniejszym czasie dom ten stał się własnością Marcina Anczowskiego i ok. 1675 został przebudowany. W 1578 rozpoczął wznoszenie kaplicy Trzech Świętych przy Cerkwi Wołoskiej.